# Policko (województwo lubuskie)
Policko – wieś w Polsce położona w województwie lubuskim, w powiecie międzyrzeckim, w gminie Pszczew.

## Historia
Miejscowość pierwotnie związana była z Wielkopolską. Ma metrykę średniowieczną i istnieje co najmniej od XIII wieku. Po raz pierwszy wymieniana w łacińskojęzycznym dokumencie z 1278 jako Policzko, Policko, Polyczko, 1405 Policzsko, 1413 Polniczsko, 1424 Policze, 1425 Polyczsko, w 1430 odnotowano odmiejscowe nazwisko Poluiczsky!, Pollyczczsky, 1436 Policzsco, 1475 Policzko, 1944 Politzig.
Miejscowość odnotowana została pierwszy raz w 1278 kiedy książę wielkopolski Przemysł II oznajmił, że wdowa po Młodole oddała swemu zięciowi Marcinowi Paranicowi dziedzinę Policko wraz ze wszystkimi pożytkami. Książę potwierdził tę darowiznę oraz nadał Marcinowi w dziedzinie Policko wolny przewóz przez rzekę Obrę oraz cło. Uwolnił także dziedzinę Policko oraz jej mieszkańców od wszelkich służb i ciężarów, a także zwalnił ich od prac na rzecz grodu w Międzyrzeczu, od powozu, stróży, narzazu, poradlnego i od wszelkich innych powinności oraz wyjął spod jurysdykcji sądów, rezerwując ich sprawy tylko dla sądu książęcego. W końcu nadał też Marcinowi prawo polowania wielkiego i małego na ptaki i zwierzęta oraz zezwolił mu na alienację dziedziny.
W 1462 miejscowość należała do powiatu poznańskiego Korony Królestwa Polskiego. W 1457 leżała w parafii Pczew, a w latach 1457-1580 była siedzibą własnej parafii. W 1510 w dekanacie Międzyrzecz.
W 1436 opisana została granica pomiędzy Polickiem i lokalnymi wsiami. Sąd ziemski poznański potwierdził granicę pomiędzy Polickiem należącym do Jana Polickiego, a Bobowickiem własnością Szczepana Konopki Bukowieckiego. Biegła ona od kopca narożnego stojącego w lesie zwanym Koźla, który dzielił dziedziny Siercz, Bobowicko i Policko, aż do kopca narożnego stojącego przy rzece Obra w miejscu zwanym Zdrgania, który to z kolei dzielił Żółwin, Bobowicko i Policko. W 1459 Jan Policki zwolnił wszystkich Żydów od cła w Policku na czas życia Abrahama syna Słomy. Zwolnienie to było ograniczone czasowo i gdyby kiedykolwiek w tym czasie Policki lub jego sukcesorzy zażądali cła od Żydów mieli zapłacić karę 45 grzywien. W 1493 król polski Jan Olbracht potwierdził Janowi Polickiemu prawo do pobierania cła we wsi Policko, które nadane zostało w 1278 w Santoku przez księcia wielkopolskiego Przemyślą II. W 1528 król Zygmunt I Stary potwierdza, na prośbę Wojciecha Polickiego dziedzica w Policku przywilej Prezmysła II dotyczący zwolnienia wsi od powinności i nadania cła. Król ten zwiększył wysokość pobieranego cła do 0,5 grzywien oraz jednego trzeciaka.
Miejscowość wspominały historyczne dokumenty podatkowe. W 1448 we wsi odnotowano 3 łany opustoszałe folwarczne, a także 6 łanów osiadłych oraz 2 łany opuszczone i karczmą. W 1499 Policko odnotowano w wykazach zaległości podatkowych. W 1513 odnotowano relację o wsi kmiecia Macieja Sarbina mieszkającego w Policku, który zeznał, że w Policku nie ma łanów, lecz jedynie części ról. Według niego jest tych ról 7, z których płacą z nich po  wiardunku czynszu. Z karczmy płacone były 2 grzywny, lecz dziedzic obiecał darować jedną grzywną z powodu zmniejszenia się wysokości pobieranego cła, które według ocen świadków było małe. W 1577 podatki pobrano z części właścicieli we wsi Jana, Trojana praz od Zofii Polickiej. W 1580 pobór pobrano z części Zofii Polickiej: od jednej kwarty roli, od trzech komorników oraz od rataja (najemnego pracownika) od pługa. W roku tym z części Jana Polickiego pobrano od 2 kwart roli oraz od 2 ratajów od pługa. Natomiast z części Trojana Polickiego pobrano podatki od 2 kwart roli, 2 zagrodników, jednego komorników, mistrza ciesielskiego oraz od owczarza, który ma w stadzie 50 owiec. W 1583 pobór z Policka płacił Jan i Trojan Policcy.
W latach 1975–1998 miejscowość położona była w województwie gorzowskim.

## Zabytki
Do wojewódzkiego rejestru zabytków wpisany jest:
- spichrz folwarczny, szachulcowy, 1844 roku.